# Álex Grimaldo
Alejandro Grimaldo García (Valencia, 1995. szeptember 20. –) spanyol válogatott labdarúgó, a Bayer Leverkusen játékosa.

## Pályafutása

### Klubcsapatokban
Az Atlético Valbonense, a Valencia és a Barcelona korosztályos csapataiban nevelkedett. 2011. szeptember 4-én mutatkozott be a Barcelona B csapatában a Cartagena ellen, 15 évesen és 349 naposan, amivel ő lett a másodosztály legfiatalabb debütáló játékosa, de ezt 2023-ban Lamine Yamal megdöntötte. 2014. szeptember 13-án megszerezte első gólját a bajnokságban a Alavés ellen 3–2-re megnyert találkozón.
2015. december 29-én 1,5 millió euróért szerződtette a portugál Benfica csapata. 2016. január 26-án debütált a Moreirense csapata elleni ligakupa mérkőzésen. Október 2-án megszerezte első gólját a bajnokságban a Feirense ellen szabadrúgásból. 2023. május 21-én négyéves szerződést írt alá a német Bayer 04 Leverkusen csapatával. Augusztus 12-én debütált a kupban a Teutonia Ottensen ellen. Szeptember 15-én a Bayern München ellen megszerezte a bajnokságban az első gólját. Az első szezonjában a bajnokságban 13 gólpasszt jegyzett, nála többet senkisem tudott.

### A válogatottban
Többszörös spanyol korosztályos válogatott labdarúgó. Tagja volt a 2012-es U19-es labdarúgó-Európa-bajnokságot megnyerő válogatottnak. 2023. november 10-én először hívták be a felnőtt válogatottba, amely a Ciprus és a Grúzia elleni 2024-es labdarúgó-Európa-bajnokság selejtezőjére készült. November 16-án gólpasszal mutatkozott be Ciprus ellen 3–1-re megnyert találkozón. 2024. június 7-én bekerült Luis de la Fuente 26 fős keretébe, amely a 2024-es labdarúgó-Európa-bajnokságra utazott.

## Sikerei, díjai

### Klub
- Benfica
  - Portugál bajnok: 2015–16, 2016–17, 2018–19, 2022–23[17]
  - Portugál kupa:2016–17
  - Portugál ligakupa: 2015–16[18]
  - Portugál szuperkupa: 2016, 2017,[19] 2019[20]
- Bayer 04 Leverkusen
  - Német bajnok: 2023–24[21]
  - Német kupa: 2023–24

### Válogatott
- Spanyolország U19
  - U19-es labdarúgó-Európa-bajnokság : 2012

### Egyéni
- U19-es labdarúgó-Európa-bajnokság – A torna csapatának a tagja: 2012
- Európa-liga – A szezon csapatának a tagja: 2018–19
- Portugál bajnokság – A szezon csapatának a tagja: 2018–2019, 2022–23
- Portugál bajnokság – A hónap védője: 2019 február,[22] 2022 december,[23] 2023 január, 2023 február,[24]
- Portugál bajnokság – A hónap gólja: 2019 január,[25] 2021 augusztus
- Bundesliga – A szezon csapatának tagja: 2023–24[26]
- VDV Bundesliga – A szezon csapatának tagja: 2023–24[27]
- Bundesliga – A hónap játékosa: 2024 április[28]